# زن دوم
زن دوم یک فیلم بلند سینمایی به کارگردانی سیروس الوند است که در سال ۱۳۸۶ در ایران ساخته شده است.

## بازیگران
- نیکی کریمی
- محمدرضا فروتن
- آناهیتا نعمتی
- امیر آقایی
- سحر زکریا
- مهتاج نجومی

## داستان
این فیلم درباره زندگی عاشقانه مهتاب (نیکی کریمی) است که با رسیدن خبر زن جوان به بحران کشیده می‌شود. آدم‌هایی از گذشتهٔ فراموش‌شده هرکدام پا به ماجرا می‌گذارند که هر یک تعریفی متفاوت از عشق و حق با خود آورده‌اند. حادثه بر همه چیز سایه می‌افکند. بهرام (محمدرضا فروتن) و مهتاب در موقعیت انتخابی دشوار قرار می‌گیرند، انتخاب میان خود و دیگری، عشق و خودخواهی، خواستن و نخواستن ...
فیلم سینمایی زن دوم در ۲۷ اسفند سال ۱۳۸۶ به اکران درآمد.